# We Found Love
We Found Love è un singolo della cantante barbadiana Rihanna, pubblicato il 22 settembre 2011 come primo estratto dal sesto album in studio Talk That Talk.
Il brano ha visto la collaborazione del DJ britannico Calvin Harris, che è anche produttore. Il brano è stato trasmesso in anteprima il 22 settembre 2011 sulla stazione radiofonica londinese Capital FM. La sua copertina è stata pubblicata il 21 settembre 2011. Il brano è stato inviato alle radio statunitensi l'11 ottobre 2011.
Il brano fa uso di beat martellanti e ritmi ripetitivi creati da sintetizzatori. Il singolo è entrato alla settima posizione della classifica digitale statunitense vendendo 117.000 copie in soli quattro giorni, per poi saltare alla nona posizione la settimana successiva. Il singolo è inoltre entrato alla posizione numero 75 della classifica radiofonica statunitense, il che gli ha permesso di debuttare al sedicesimo posto della Billboard Hot 100. Ha poi raggiunto la prima posizione della classifica statunitense e di quelle di altri quattordici Paesi.
Il brano ha ricevuto recensioni miste da parte dei critici musicali; alcuni hanno apprezzato la composizione del brano e la resa vocale di Rihanna, mentre altri hanno constatato che il contenuto del testo sia troppo scarno. Il video che lo accompagna, pubblicato il 19 ottobre 2011, è stato diretto da Melina Matsoukas, ha come temi l'amore e la droga e ha attratto particolare attenzione dai media.
Un remix di questo singolo è stato pubblicato e raffigura il featuring del rapper statunitense Flo Rida.

## Antefatti e pubblicazione
La canzone è stata fatta ascoltare in anteprima mondiale sulla stazione radiofonica londinese Capital FM ed è stata pubblicata su iTunes nello stesso giorno in molti Paesi. Il singolo è stato prodotto dal DJ scozzese Calvin Harris. Dopo il grande successo internazionale del precedente album di Rihanna, Loud, pubblicato a novembre 2010, la cantante ha confermato sul suo profilo Twitter che sarebbe uscita una sua ristampa contenente nuove canzoni inedite, scrivendo che «il periodo di Loud continua con nuova musica da aggiungere alla vostra collezione!» A settembre 2011 Rihanna ha tuttavia scritto, sempre sul suo Twitter, che l'idea di ristampare Loud era stata sostituita da quella di pubblicare un nuovo album: «Avevo pensato a una ristampa, ma Loud è un pezzo unico a sé! Inoltre voi tutti lavorate così dannatamente duro che vi meritate qualcosa di totalmente nuovo».
Il 19 settembre 2011 Rihanna ha scritto sul suo Twitter che stava ascoltando la sua nuova canzone; Calvin Harris, che ha risposto "Sometimes it feels like we find love in the most hopeless place", ha fatto intuire che quella frase faceva parte del testo. In un'intervista con la radio Capital FM Harris ha spiegato che i follower di Twitter di Rihanna gli hanno inviato messaggi dicendo che sarebbe stato «meglio per lui se la canzone non fosse stata spazzatura», frase che il DJ ha commentato dicendo che, nonostante il tono vagamente minaccioso, «fa comunque parte del divertimento».
La copertina del brano è stata pubblicata sulla pagina Facebook di Rihanna il 22 settembre 2011. Grady Smith di Entertainment Weekly ha così commentato l'immagine: «We found love in a hopeless place, canta Rihanna accompagnata da dei sintetizzatori alla David Guetta. Ma giudicando dalla copertina del singolo la posizione in cui si trova non sembra proprio senza speranze, non è così? Forse c'è un edificio in fiamme fuori dall'inquadratura, e quell'idrante non funziona. Penso che quello sarebbe senza speranze». Un critico della rivista Sugar Magazine ha scritto: «Su chiunque altro quel look sembrerebbe abbastanza strano, ma in qualche modo Rihanna riesce a far apparire bello un sovraccarico di jeans». Un altro critico anonimo di Neon Limelight ritiene che Rihanna voglia avere un'immagine da maschiaccio per il suo nuovo album, scrivendo: «Ha veramente optato per quel look sexy da maschiaccio per questo periodo a quanto sembra; ricordate il look tranquillo che sfoggiava nella copertina del singolo?»

## Descrizione
We Found Love è un brano electro house e dance pop. Amanda Dobbins, giornalista per la rivista New York, ha elogiato la composizione della canzone, scrivendo che «le influenze di musica elettronica di Harris si trovano in tutto questo pezzo — suona come una vera canzone house, con l'aggiunta della voce sognante di Rihanna che domina il ritmo». Robbie Daw, autore per il sito Idolator, si è soffermato sul testo, con particolare enfasi sul verso "We found love in a hopeless place" ("Abbiamo trovato l'amore in un posto senza speranze"), scrivendo che è probabilmente il migliore in tutte le canzoni pop pubblicate finora nel 2011. Glen Gamboa del giornale Newsday ha criticato la scarsità di varietà di testo nella canzone, ma ha elogiato la sua composizione, definendola «un inno da club» che consiste nel verso "We found love in a hopeless place", ripetuto varie volte in tutta la canzone, che Gamboa ha descritto come «toccante e dolcemente trionfante». Gamboa ha aggiunto che «lo stile di We Found Love consiste in una versione più ottimizzata e convenzionale del dubstep, nonostante contiene elementi unicamente elettronici e ritmi complessi». Leah Collins di The Vancouver Sun ha apprezzato molto l'utilizzo delle doti vocali di Rihanna nella canzone, scrivendo che la cantante «tira fuori la sua voce per questo pezzo».
Comunque, Amos Barshad di Grantland ha criticato la voce di Rihanna. Scott Shelter di PopCrush ha commentato la composizione della canzone, scrivendo che «la festiva canzone vanta di una melodia leggera e allegra e di un testo che parla di una coppia che s'innamora partendo da niente». Scott ha aggiunto che la base musicale di We Found Love, contenendo molti sintetizzatori, «è ballabile ma sembra essere più leggera delle altre canzoni da discoteca». Priya Elan del New Musical Express ha anch'ella elogiato la composizione della canzone e la voce di Rihanna, scrivendo che la produzione di Harris sembra «voler sfidare» quella del duo norvegese Stargate, che hanno in passato lavorato su un singolo della cantante, Only Girl (in the World), ma notando che la composizione di We Found Love è in una chiave diversa. Riguardo alla voce di Rihanna, Elan ha scritto che la cantante sembra «estremamente rilassata» e che la sua voce è «lussuriosa», aggiungendo che We Found Love ricorda una traccia di Loud, intitolata Complicated.

## Accoglienza
La canzone ha ricevuto critiche di vario genere, molte delle quali si sono concentrate sulla troppa semplicità del testo.
Billboard Magazine ha eletto "We Found Love" la terza miglior collaborazione dance-pop di sempre, scrivendo: "Durante il ciclo promozionale per il suo secondo album, "Ready for the Weekend", Calvin Harris si chiedeva su Twitter: “Che cosa farebbe David Guetta?”. Sembrava che l'allora semi-sconosciuto scozzese ambisse al successo del DJ superstar. Non dovrebbe sorprendere allora che Harris abbia emulato Guetta e prodotto una hit globale assieme a una cantante pop. Vendendo cinque milioni di copie nei soli Stati Uniti e raggiungendo la vetta della Hot 100, dove rimase per un numero record di dieci settimane, questa collaborazione ha trovato sul serio l'amore per Harris e persino per la già celebre RiRi. Ha reso inoltre il lungo breakdown strumentale - un marchio dei brani dance - accettabile in canzoni mainstream, aprendo la strada a hit come "Clarity" di Zedd".
Un critico della rivista Instinct ha apprezzato la canzone, gradendone il ritmo e l'energia che trasmette. Michael Cragg di The Guardian ha commentato che la canzone rispecchia molto un precedente singolo di Rihanna, Only Girl (in the World), soprattutto per il suo stile molto dance. Cragg ha inoltre notato somiglianze tra We Found Love e il singolo di Leona Lewis Collide, pubblicato meno di un mese prima, ma ha criticato la struttura della canzone, scrivendo che «è un po' strana, dato che il primo ritornello fa più da sfondo ai sintetizzatori di Harris (e questo spiegherebbe il featuring), mentre nel secondo è il contrario». Glen Gamboa di Newsday ha paragonato We Found Love ai brani di Kylie Minogue, con la quale Calvin Harris ha spesso collaborato. Un critico di GlobalGrind ha commentato che nel testo di We Found Love potrebbe esserci un messaggio verso l'ex fidanzato Chris Brown nel verso "We found love in a hopeless place". Quest'ultima opinione è nata quando Brown ha ritwittato uno status di Rihanna su Twitter con scritto «A volte è come se trovassimo l'amore nel posto con meno speranze in assoluto». Priya Elan di NME ha commentato che We Found Love è un'ottima scelta come primo singolo estratto dal nuovo album, scrivendo che «è totalmente diverso» da tutti i singoli di lancio degli altri album di Rihanna, dato che la canzone non ha quel fattore scossa che gli altri hanno; ha scritto: "Finora i primi singoli estratti dagli album di Rihanna hanno avuto un grandissimo successo commerciale. Pon de Replay, SOS, Umbrella, Russian Roulette, Only Girl (in the World)... We Found Love sarà il primo a non far parte di questa lista?» Jody Rosen di Rolling Stone ha parlato negativamente della canzone, definendola «il peggior singolo della carriera di Rihanna»; ha tuttavia aggiunto che avrebbe comunque potuto riscuotere un grandissimo successo commerciale.

## Successo commerciale

### Stati Uniti e Canada
We Found Love è entrata alla sedicesima posizione della classifica statunitense l'8 ottobre 2011, diventando il secondo debutto più alto nella classifica per la cantante dopo Love the Way You Lie (2010, con Eminem). Lo stesso giorno, il singolo ha debuttato alla settantacinquesima posizione della classifica radiofonica degli Stati Uniti e alla settima della classifica digitale, vendendo 117.000 copie in solo quattro giorni. La settimana successiva, il singolo sale alla nona posizione della Billboard Hot 100, diventando il suo ventesimo singolo in top ten negli Stati Uniti. Giunge, nel frattempo, alla sesta posizione della classifica digitale con altre 147.000 copie vendute (il 25% in più rispetto alla settimana precedente) e alla trentanovesima in quella radiofonica. Grazie a We Found Love Rihanna ha inoltre ottenuto un nuovo record: è infatti la donna con venti singoli nella top ten statunitense in un minor lasso di tempo. Entrata per la prima volta nella classifica l'11 giugno 2005 con Pon de Replay, che ha poi raggiunto la seconda posizione, Rihanna raggiunge le venti top ten in sei anni e quattro mesi, battendo il record precedente detenuto da Madonna. Solo i Beatles superano il record della cantante, avendo piazzato venti singoli nella top ten statunitense in due anni, sette mesi e una settimana. Rihanna diventa così la quattordicesima persona e la quinta donna a raggiungere questo traguardo. Nella sua terza settimana in classifica, We Found Love sale di una posizione nella classifica digitale, arrivando alla quinta, e vende altre 144.000 copie, il 2% in meno rispetto alla settimana precedente. Inoltre, il singolo scala di sedici posizioni la classifica radiofonica statunitense (39-23) con un incremento di audience del 36% (44 milioni) e sale di due posizioni nella Billboard Hot 100, raggiungendo la settima. Sale poi di due posizioni nella classifica digitale (5-3) con un incremento di vendite del 21% (174.000). Grazie anche a una scalata di otto posizioni sulla classifica radiofonica (23-15) dovuta all'aumento dell'audience del 31% (58 milioni di ascoltatori), il singolo giunge alla sesta posizione della Billboard Hot 100.
Grazie alla pubblicazione del video avvenuta il 19 ottobre, il singolo sale dalla terza alla prima posizione della classifica digitale, con altre 231.000 copie vendute (più 31%); We Found Love diventa così l'undicesima canzone di Rihanna ad arrivare in vetta a tale classifica; guadagna anche in audience radiofonica, saltando dalla numero 15 alla 11 nella classifica relativa (70 milioni, più 20%), e questo le consente di saltare alla seconda posizione della Billboard Hot 100. La settimana successiva la canzone riesce a conquistare la cima della Hot 100, diventando l'undicesimo singolo di Rihanna a riuscire nell'impresa; ciò le permette di diventare la terza donna con più numeri uno e la settima cantante in generale. Le vendite digitali del singolo aumentano del 5% a 242.000, e l'audience aumenta a 85 milioni di ascoltatori, il 22% in più rispetto alla settimana precedente, permettendo al singolo di entrare nella top ten della classifica radiofonica alla settima posizione. Mantiene la vetta della classifica per una seconda settimana: vende altre 235.000 copie (il 3% in meno), rimanendo alla prima posizione della classifica digitale, e sale alla quarta di quella radiofonica, con un'audience di 103 milioni di persone (il 22% in più). Mantiene la posizione per una terza settimana, in cui rimane anche alla vetta della classifica digitale (227.000 copie, meno 4%) e sale alla terza nella Radio Songs (115 milioni di ascoltatori, più 12%). Anche la quarta settimana rimane alla vetta della classifica dei singoli con 211.000 copie vendute (il 7% in meno) e nella classifica digitale, saltando alla prima di quella radiofonica con 129 milioni di ascoltatori, il 14% in più; Rihanna è la prima artista donna in assoluto ad occupare la vetta di tutte e tre le classifiche contemporaneamente.
Con un leggerissimo calo di vendite dell'1% rispetto alla settimana precedente (209.000), We Found Love abbandona la posizione numero uno della classifica digitale, piazzandosi alla seconda in favore di Sexy and I Know It degli LMFAO. Il singolo rimane tuttavia alla prima posizione della Hot 100, grazie anche all'aumento di audience radiofonica a 139 milioni di persone mantenendo la prima posizione della classifica Radio Songs (il 6% in più rispetto alla settimana precedente. We Found Love domina la classifica per una sesta settimana consecutiva, scendendo tuttavia alla seconda posizione della classifica digitale dopo cinque alla numero uno con 164.000 copie vendute (il 22% in meno), e rimanendo in vetta a quella radiofonica con 143 milioni di ascoltatori (più 3%). Nella settimana del 24 dicembre 2011 We Found Love si mantiene alla vetta della classifica per la settima settimana consecutiva, vendendo 149.000 copie (numero 2 della classifica digitale, il 5% in meno) ed ottenendo 146 milioni d'ascoltatori (numero 1 della classifica radiofonica, il 2% in più); Rihanna ottiene così il più lungo numero di settimane alla numero uno negli Stati Uniti dall'estate 2010, quando vi restò per sette settimane con Love the Way You Lie, anche se già nell'estate del 2007 era stata numero uno per un uguale periodo con Umbrella. La settimana dopo, il singolo rimane alla seconda posizione della classifica digitale, vendendo 149.000 copie, poche centinaia in meno rispetto alla precedente; è sempre prima in radio, con l'1% in più di audience (148 milioni), e ciò le garantisce un'ottava settimana alla vetta della Billboard Hot 100, cosicché We Found Love non diventa soltanto la canzone con più settimane alla vetta di tale classifica della carriera della cantante, ma anche quella dell'intero 2011.
Il 7 gennaio 2012 We Found Love scende di una posizione sulla Hot 100, lasciando la vetta a Sexy and I Know It degli LMFAO, già da sette settimane stanziati alla seconda posizione, dietro a We Found Love. Il singolo di Rihanna scende alla terza posizione della classifica digitale (276.000 copie vendute, l'86% in più della settimana precedente) e passa una sesta settimana alla vetta della classifica radiofonica, con un'audience di 148 milioni di ascoltatori settimanali. Nella sua quindicesima settimana in classifica We Found Love rimane stabile alla seconda posizione, sempre occupando la vetta della classifica radiofonica (144 milioni di ascoltatori, il 3% in meno rispetto alla settimana precedente) e salendo dalla terza alla seconda posizione della classifica digitale con 319.000 copie vendute, il 16% in più. La settimana successiva il singolo è risalito alla vetta della Billboard Hot 100 con altre 185.000 copie (quarta posizione della classifica digitale, con un calo del 42% nelle vendite) ed un'audience di 152 milioni di persone, che gli ha permesso di rimanere al numero uno anche nella Radio Songs. Questa è la nona settimana non consecutiva di We Found Love alla vetta della classifica statunitense. Un numero di settimane così elevato in tale posizione non si registrava da circa due anni, quando Kesha, nel gennaio del 2010, ha totalizzato nove settimane alla numero uno della Hot 100 con il suo singolo di debutto Tik Tok. Il precedente maggior numero di settimane alla vetta della classifica è detenuto da I Gotta Feeling dei The Black Eyed Peas, che l'hanno dominata per quattordici settimane consecutive nell'estate 2009. Con otto settimane in vetta alla classifica radiofonica, Rihanna totalizza un altro record personale: quello con il maggior numero di settimane alla numero uno della Radio Songs, record che fino alla settimana precedente We Found Love condivideva con What's My Name? (2010). Gli unici altri due singoli che hanno totalizzato otto settimane in tale posizione sono due collaborazioni in cui la cantante ha avuto un ruolo secondario: Live Your Life con T.I. (2008) e Love the Way You Lie con Eminem (2010). La settimana successiva We Found Love diventa una delle undici canzoni ad aver passato almeno dieci settimane in vetta alla classifica statunitense. La precedente fu Irreplaceable di Beyoncé, che accumulò dieci settimane alla posizione numero uno della Billboard Hot 100. We Found Love scende dalla quarta alla sesta posizione della classifica digitale (140.000 copie vendute, il 24% in meno rispetto alla settimana precedente) e rimane in vetta alla classifica radiofonica per una nona settimana consecutiva con un'audience di 150 milioni di ascoltatori, un calo dell'1% in confronto alla settimana precedente.
Il 4 febbraio 2011 il brano scende dalla vetta della Hot 100, lasciando il posto a Set Fire to the Rain, il terzo singolo numero uno di Adele; il singolo di Rihanna rimane stabile alla sesta posizione della Digital Songs con 140.000 copie vendute, una somma press'a poco uguale a quella della settimana precedente, e continua a dominare la Radio Songs, con 150 milioni di ascoltatori, l'1% in meno rispetto alla settimana precedente. La settimana successiva il singolo scende di un'altra posizione nella Hot 100, dietro a Set Fire to the Rain e a What Doesn't Kill You (Stronger) di Kelly Clarkson. We Found Love perde un posto nella classifica digitale con un calo di vendite del 18% (114.000) e rimane alla vetta della classifica radiofonica per un'undicesima settimana con 145 milioni di ascoltatori, il 3% in meno rispetto alla settimana del 4 febbraio. We Found Love è il singolo che ha passato più settimana in vetta alla Radio Songs da quando No One di Alicia Keys vi ha passato quattordici settimane fra il 2007 e il 2008. Il 18 febbraio We Found Love scende alla quarta posizione della Billboard Hot 100, uscendo dalla top ten della classifica digitale, ma mantenendosi alla vetta della Radio Songs con un'audience di 135 milioni di ascoltatori (il 7% in meno), diventando una delle sole tredici canzoni ad aver totalizzato almeno dodici settimane in vetta a tale classifica. La settimana successiva il singolo perde altri due posti nella Hot 100, staziandosi al sesto. In quella settimana si trova alla seconda posizione della classifica radiofonica (scende di un posto, favorendo l'ascesa di Set Fire to the Rain di Adele al numero uno) e alla diciassettesima di quella digitale. Il 3 marzo 2012 scende all'ottava posizione della classifica complessiva, rimanendo seconda in quella radiofonica e diciottesima in quella digitale. La settimana successiva We Found Love si trova alla sesta posizione della Billboard Hot 100, dove guadagna due posizioni; resta ferma alla seconda posizione della Radio Songs, sempre dietro a Set Fire to the Rain di Adele, e scende alla ventiquattresima della Digital Songs. Nella sua ventiquattresima settimana consecutiva in top ten, We Found Love si trova alla posizione numero 10; è inoltre trentunesima nella classifica digitale e terza in quella radiofonica, dietro sempre ad Adele e superata da What Doesn't Kill You (Stronger) di Kelly Clarkson.
We Found Love ha fatto il suo debutto alla decima posizione della classifica canadese l'8 ottobre 2011. Era il debutto più alto della settimana. Il 15 ottobre il singolo è salito di sei posizioni alla quarta, posizione che ha mantenuto per tre settimane consecutive, fino al 5 novembre, quando è salita al second posto, dietro a Sexy and I Know It degli LMFAO in seguito all'uscita del controverso video. La settimana successiva il singolo ha raggiunto la vetta della Billboard Canadian Hot 100. Ha mantenuto la posizione per otto settimane consecutive finché il 7 gennaio 2012, come è successo sulla Hot 100 statunitense, Sexy and I Know It è ritornata ad occupare il primo posto della classifica, e We Found Love è stata spinta al secondo. In concomitanza con il ritorno del singolo alla vetta della classifica statunitense, We Found Love è tornato ad occupare anche la prima posizione della classifica canadese durante la settimana del 21 gennaio, del 28 gennaio e del 4 febbraio 2012, per poi scendere alla terza posizione a favore di Call Me Maybe di Carly Rae Jepsen. In totale We Found Love ha occupato la vetta della Billboard Canadian Hot 100 per dieci settimane non consecutive ed è rimasto in top ten per ventidue settimane non consecutive.

### Resto del mondo

#### Regno Unito
Nel Regno Unito We Found Love è stata pubblicata il 5 ottobre 2011, che è un mercoledì (mentre in questo Paese singoli e album digitali escono generalmente di domenica); nonostante ciò, è riuscita comunque a debuttare alla vetta della classifica britannica, vendendo 87.000 copie in soli quattro giorni. Rihanna ottiene così il suo sesto singolo numero uno nel Regno Unito in cinque anni consecutivi, almeno uno all'anno, battendo il suo stesso record registrato a gennaio 2011. Diventa così la prima e unica cantante di sesso femminile ad ottenere questo record (solo Elvis Presley è riuscito a fare di meglio, con quattordici numeri uno tra il 1957 e il 1963). We Found Love segue gli altri cinque singoli di Rihanna che hanno raggiunto la vetta della classifica britannica: What's My Name? (2011), Only Girl (in the World) (2010), Run This Town (2009), Take a Bow (2008) e Umbrella (2007). Nella sua prima settimana intera (e seconda in classifica), il singolo mantiene la prima posizione, vendendo circa 106.500 copie e registrando una crescita di vendite del 20%. Vende altre circa 92.500 copie nella sua terza settimana, mantenendo ancora la prima posizione nella classifica britannica. Scende poi alla terza posizione con 85.000 copie vendute e risale alla seconda con altre 82.000, portando il totale a oltre 450.000 in meno di cinque settimane.
Il singolo ritorna poi alla vetta della classifica, superando anche Take a Chance on Me, il nuovo singolo dei JLS, uscito quella settimana, con altre 79.000 copie vendute. Rihanna prosegue il suo successo nel Regno Unito con una sesta settimana alla vetta della classifica, superando i nuovi singoli di Flo Rida e degli One Direction ed equiparando il record di Adele per il maggior numero di settimane per un solo singolo al numero uno nel 2011: Adele ne aveva totalizzate cinque con Someone like You tra febbraio e marzo. We Found Love vende altre 67.000 copie e supera le 600.000 - al 21 novembre 2011 le vendie ammontavano a 601.132 - e diventa così il sesto dell'anno a venderne tale numero. Il singolo lotta per mantenere la vetta della classifica britannica per un'ulteriore settimana con la nuova canzone di Olly Murs, Dance with Me Tonight; il 27 novembre 2011 viene annunciato che We Found Love riesce a battere il singolo avversario, e trascorre una sesta settimana alla posizione numero uno. We Found Love risulta il quinto singolo più venduto del 2011 nel Regno Unito con 902.000 copie. Ad oggi il singolo ha venduto 1.3 milioni di copie nel Regno Unito.

#### Resto dell'Europa
In Europa We Found Love ha avuto un notevole successo, arrivando alla vetta delle classifiche di dieci Paesi ed entrando in top ten in altri dodici. La canzone ha fatto la sua prima apparizione in classifica in Europa alla dodicesima posizione in Danimarca in data 30 settembre 2011. Il giorno dopo We Found Love è entrata in classifica nelle Fiandre e in Vallonia, le due regioni del Belgio, rispettivamente ai posti numero 14 e 23. La settimana successiva, il singolo è salito alla terza posizione nelle Fiandre, il suo attuale picco, e alla decima in Vallonia; ha poi raggiunto la seconda posizione nell'ultima regione. We Found Love è inoltre entrata nelle top ten norvegese ed olandese, rispettivamente alle posizioni numero 3 e 8. Nella sua seconda settimana ha raggiunto la vetta della classifica norvegese e la terza posizione di quella olandese, dove è rimasta per otto settimane consecutive. In Francia il singolo è entrato alla posizione numero 15 e ha raggiunto la vetta; in Spagna ha invece fatto la sua entrata in una posizione più bassa, la numero 46, per salire poi alla numero 15 nella sua seconda settimana e raggiungere la seconda. In Germania We Found Love è entrata alla prima posizione nella classifica del 28 ottobre 2011. Dopo essere scesa alla seconda posizione nella sua seconda settimana dietro al singolo di ritorno di Aura Dione Geronimo, la canzone è tornata alla vetta per altre due settimane. We Found Love ha inoltre passato sette settimane consecutive alla vetta della classifica irlandese e ha raggiunto la terza posizione in Italia.

#### Oceania e Asia
We Found Love ha fatto il suo debutto alla quattordicesima posizione della classifica neozelandese ed è salita alla seconda nella sua seconda settimana; dopo essere scesa alla terza posizione, ha conquistato la vetta nella sua quinta settimana. Il singolo è stato certificato triplo disco di platino dalla Recording Industry Association of New Zealand per aver venduto oltre 45.000 copie ed è risultato il nono più venduto nel 2011 in Nuova Zelanda. In Australia We Found Love è entrata alla terza posizione della classifica il 9 ottobre 2011 ed è scesa alla quarta la settimana successiva, per poi salire alla seconda, il suo attuale picco. È stata certificata cinque volte disco di platino dall'Australian Recording Industry Association per aver venduto oltre 350.000 copie ed è risultata il dodicesimo singolo più venduto nel 2011 in Australia. In Giappone il singolo ha avuto un successo moderato, fermandosi alla sesta posizione.

## Video musicale

### Produzione
Il videoclip è stato pubblicato il 19 ottobre 2011. Le riprese sono avvenute tra il 26 ed il 28 settembre 2011 in un campo situato a Bangor, nell'Irlanda del Nord, poco prima dell'inizio del tour europeo della cantante. La regia è stata affidata a Melina Matsoukas, che aveva diretto precedentemente i video per Rude Boy nel 2010 e il controverso S&M nel 2011. Alcune foto della cantante sono state immesse su Internet nello stesso giorno, nelle quali indossa un top rosso a bandana, una lunga camicia di flanella e dei jeans strappati, che ricordano la copertina del singolo. Altri scatti la mostrano indossare un bikini con disegnata la bandiera americana, una giacca di jeans e un altro paio di jeans strappati.
Durante le registrazioni, alcuni automobilisti che guidavano nei dintorni del set del video hanno chiamato la BBC per informarla che l'area era molto trafficata, dato che molti rallentavano per vedere Rihanna. Sul luogo delle riprese è sorto un piccolo dissidio tra Rihanna e un contadino del luogo, tale Alan Graham che le aveva concesso il proprio campo di grano. L'uomo non ha infatti gradito la scelta dell'artista di spogliarsi e ha interrotto le riprese del video, per cui Rihanna ha deciso di rivestirsi e rimandare le riprese al 28 settembre, spostandole in un quartiere di Belfast. Graham ha dichiarato: "Quando le riprese sono diventate per me inaccettabili ho chiesto di fermarle. Mi è sembrato che la situazione fosse inappropriata, quindi ho chiesto loro di andarsene e l'hanno fatto."
Le riprese del video sono state mantenute tanto segrete non solo da non permettere a fan e giornalisti di avvicinarsi al set, ma persino da non rivelare alle comparse il loro ruolo finché non arrivarono sul luogo. La rivista Rap-Up ha scritto che il video riecheggia quello del primo singolo estratto dal precedente album di Rihanna, Only Girl (in the World), il quale era stato anch'esso ambientato tra campi e colline. Rihanna ha lasciato un messaggio su Twitter sul video che dice: «Non riesco proprio a smetterla di pensare al video che abbiamo appena finito di girare! Semplicemente il miglior video che abbia mai fatto!» La cantante ha poi spiegato meglio il concetto: «Non abbiamo mai fatto un video così prima d'ora. Questo è probabilmente uno dei video più profondi che abbia mai fatto [...] parla d'amore e dell'amore inteso come una droga, lo si capisce vedendolo».

### Sinossi
Il video comincia con un monologo da parte di un narratore esterno di sesso femminile che dice: «È come se stessi urlando ma nessuno ti sentisse. Ti senti quasi in imbarazzo che qualcuno sia così importante, che senza di lui (o lei) ti senta inutile. Nessuno capirà mai quanto fa male. Ti senti senza speranze come se niente potesse salvarti. E quando tutto è detto e fatto, speri quasi di riavere tutte quelle brutte cose per rivivere quelle belle». Nel frattempo, molte scene di Rihanna e del suo amante, interpretato dal pugile e modello britannico Dudley O'Shaughnessy, catturate in diverse situazioni, come il guardarsi negli occhi sdraiati in una vasca da bagno e il baciarsi in un luna park. Queste scene includono immagini sia d'amore che di odio tra i due amanti. Prima che la canzone cominci, dei tuoni sono proiettati su un muro sul quale Rihanna è appoggiata.
Quando le prime parole della canzone vengono cantate, Rihanna e il suo amante vengono nuovamente mostrati in una moltitudine di scenari, dove sono mostrati molto innamorati ed impegnati in attività varie, come ad esempio frequentare luna park e mangiare in ristoranti fast food. Durante il ritornello, sono mostrate immagini di droghe e occhi dilatati, nonché scene di Rihanna e il suo amante che sono in procinto d'intraprendere un atto sessuale, prima della quale il ragazzo spoglia l'amata e con lei si mette sul letto. Mentre il ritornello prosegue, compaiono immagini di Rihanna e di altre persone ad un rave party all'aperto che ballano, con Calvin Harris come DJ. Nel secondo ritornello, i due amanti sono sempre mostrati innamorati, visto che giocano insieme in un supermercato e si spingono sul carrello a vicenda. Tuttavia, nella seconda parte del secondo ritornello, Rihanna esprime preoccupazione verso il suo ragazzo che sta guidando incautamente con lei al suo fianco, e si cominciano a mostrare le difficoltà e le divergenze nella relazione, nella quale la violenza reciproca per via dell'eccessivo uso di droghe aumenta costantemente. Il video termina con una scena di Rihanna che prende i suoi vestiti da un cassetto e li inserisce in una valigia, pronta per lasciare il suo amante.

### Critica
Il video è stato presentato sul sito Whosay.com il 19 ottobre 2011. Il video ha diviso la critica, con alcuni che hanno esaltato la sua cinematografia, mentre altri hanno criticato le scene riguardo all'assunzione di droghe ed ai relativi effetti collaterali. Chris Coplan da Consequence ha esaltato la produzione del video, notando che essa ha una forma cinematografica, illustrando "le salite e le discese" dell'amore, e ha paragonato il video nella sua interezza al film Blue Valentine, per il suo contenuto a sfondo sessuale e narrativo che si focalizza su una coppia che ha una storia turbolenta. Erika Ramirez dalla rivista Billboard ha definito il video "artificioso" e "intenso" nella sua recensione, e ha aggiunto che il video mostra "colori neon, sesso esplicito, abbracci in una vasca da bagno, e triste liti del mondo della coppia". Jocelyn Vena di MTV ha commentato che, nonostante la canzone in sé sia gioiosa e dal ritmo spensierato, il video rappresenta l'antitesi, "uno sguardo al lato oscuro dell'amore e all'abuso di droghe". Vena, come Coplan, ha inoltre notato che il video ha un'atmosfera cinematografica che lo rende un "mini-film"; Ramirez ha notato in esso somiglianze con i film Trainspotting e Requiem for a Dream, specie nel monologo introduttivo, che Vena ritiene che dia un'idea di come sarà il video senza averlo ancora visto. Anche Matthew Perpetua della rivista Rolling Stone ha trovato che "il video sembra un remake di Trainspotting".
Amanda Dobbins, critica per la rivista New York, è stata più severa nel criticare il video, commentando che la controversia creata dal fatto che Rihanna si era spogliata in un campo "è la minore delle provocazioni", e facendo una lista delle scorrettezze commesse dalla coppia: "fumare, bere, ballare su tavoli di fast food, ballare a rave party, baciarsi ardentemente, rubare merce, impennate da ubriachi, fare il bagno totalmente vestiti e droghe che sembrano caramelle". Dobbins ha notato che questa lista di attività illecite potrebbero irritare genitori ed associazioni per via della natura esplicita del video, che ha già causato controversie in S&M e Man Down. Charlotte Cowles, anch'ella della rivista New York, ha commentato che il soliloquio a inizio video è "incredibilmente deprimente".
Leah Greenblatt di Entertainment Weekly ha descritto il video come "un mix tra Trainspotting e Drugstore Cowboy che disegna il ritratto della gioventù sprecata e della ricerca dell'amore in un posto apparentemente alquanto farmaceutico". Greenblatt ha continuato la sua critica con commenti più negativi, uno dei quali chiede: "Descrive tuttavia un esempio affascinante di pazzo e stupido amore per i suoi giovani fan? Oppure la prerogativa di Rihanna consiste nell'allargare il più possibile i confini delle pupille dilatate, del sesso sul divano, e di quante sigarette due persone possono fumare contemporaneamente?" Jamie Lewis dell'International Business Times ritiene che il video sia certa causa di controversie tra vari gruppi di persone per via della "moltitudine di azioni illecite ed illegali" in esso mostrate, e ha condonato le attività che la cantante è mostrata svolgere, scrivendo che "Rihanna può essere vista ingoiare pastiglie, fumare qualcosa che sembra essere marijuana, denudarsi in pubblico, rubare beni e vandalizzare". Lewis ha inoltre descritto le opinioni dei fan che hanno inviato messaggi a Rihanna sul suo account Twitter e sul suo canale YouTube: mentre un fan, per esempio, ha scritto "Non posso smettere di guardare il video We Found Love di Rihanna, è finora il suo migliore!", un altro ha criticato aspramente il video, dicendo che "Davvero, Rihanna, come puoi chiamare questo "amore"? Mi piacciono alcune tue canzoni ma questo video è semplicemente disgustoso, scusami tanto se lo dico. Sembra un pessimo documentario anni '90 sulla droga... Ho vent'anni e lo trovo inappropriato. Scusa."

### Premi
Il video è stato onnipresente nelle classifiche stilate a proposito dei video musicali più belli del 2011. Sui 50 video proposti, We Found Love si stanzia alla numero 21 dei video musicali più belli del 2011 secondo NME. Un redattore della rivista lo ha definito "un mini-film artistico, un'ode all'amore malato, giovanile". È stato posto alla numero 12 nella rassegna dei 25 video musicali più belli del 2011 stilata da Slant Magazine. Un impiegato per la rivista ha messo in luce le eccellenti capacità registiche della Matsoukas. Il 31 luglio 2012 sono state annunciate le nomination agli MTV Video Music Awards 2012 e Rihanna si è rivelata la dominatrice della serata per aver totalizzato dieci nomine, di cui tre per We Found Love nelle categorie Video dell'anno, miglior video femminile e miglior video pop. Il 6 settembre 2012 Rihanna si è portata a casa la statuetta per il Video dell'anno.. La cantante inoltre, nella serata del 10 febbraio si aggiudica il premio: "best short form music video" ai Grammy Awards 2013 per appunto We Found Love. È uno dei video che ha ottenuto la certificazione Vevo.

### Riferimenti a film e musica
Il video di We Found Love include molti riferimenti alla cultura di massa, sia per quanto riguarda ai film, che per la musica. Come affermato da James Montgomery di MTV, We Found Love incorpora nel suo videoclip varie scene di rapporti sessuali, abuso di droghe e violenza, tema ampiamente esplorato nei film di Gregg Araki. Molti dei suoi film, tra cui Totally Fucked Up (1993), Doom Generation (1995) e Ecstasy Generation (1997), includono scene esplicite di natura sessuale, utilizzo di droghe e violenza nella loro narrazione, come accade nel video di We Found Love. L'uso nella clip di colori vivaci è inoltre reminiscente di un film di Oliver Stone intitolato Assassini nati (1994); il lungometraggio parla di "una coppia d'assassini, Mickey e Mallory, che vanno in una carneficina nel sudovest statunitense" che fa uso di "colori orridi" e d'immagini proiettate su un muro, di frequente uso in We Found Love. Come notato da numerosi critici musicali, il video fa uso di molteplici effetti speciali che ricordano quelli usati nel film Requiem for a Dream (2000) di Darren Aronofsky. Il film utilizza immagini ravvicinate di pupille che si dilatano, lo stesso effetto utilizzato in We Found Love.
Il video contiene inoltre molti riferimenti ad altri artisti del mondo della musica. In We Found Love infatti Rihanna e O'Shaughnessy fumano marijuana e la soffiano l'uno nella bocca dell'altra, immagine simile alla copertina di un album di Tricky del 2011 intitolato Blowback, che mostra due persone soffiare il fumo prodotto dall'erba nella bocca del compagno. Il video contiene inoltre riferimenti a quello del singolo di Britney Spears Everytime (2004): entrambe le cantanti si trovano in una vasca da bagno in una parte dei video. In Everytime il contesto è tuttavia differente: la Spears è infatti presentata come una cantante di grande successo che è inseguita in continuazione dai paparazzi, che vogliono sapere di più sul turbolento legame con il suo fidanzato; la ragazza s'immerge quindi in una vasca in seguito ad un abuso di droghe. Il video ha inoltre somiglianze con quello del singolo del 2010 di Eminem Love the Way You Lie, nel quale Rihanna appare come cantante ospite. La somiglianza del video del rapper con quello di We Found Love è sia contenuta nel testo, che nelle immagini: infatti entrambi trattano e mostrano una tragica relazione amorosa accompagnata da scene di violenza e abuso di sostanze. Come in We Found Love, anche in Love the Way You Lie fa da protagonista una coppia in varie fasi del loro rapporto. Infine, il video di Rihanna contiene riferimenti stilistici a quelli del video di Ray of Light di Madonna (1998), che contiene "una grande quantità di immagini da una parte ultrarapide, dall'altra al rallentatore, riprese in varie città in tutto il mondo"; la stessa tecnica è utilizzata in We Found Love per quanto riguarda le scene che trattano della droga.

### Controversie
Il Rape Crisis Center, un'organizzazione britannica contro lo stupro, l'abuso sessuale e le altre forme di violenza sessuale che ne aiuta le vittime, ha criticato il video di We Found Love, definendolo "una disgrazia". Eileen Kelly, una rappresentante dell'associazione benefica, ha affermato che il video "trasmette un messaggio negativo", e, in un'intervista con The Daily Star, s'è lamentata dicendo: "Il nuovo video di Rihanna è una disgrazia. La cantante sembra posseduta dall'uomo, triste considerazione presente nei veri casi di violenza sessuale." Il video è inoltre stato largamente criticato da Brandon Ward, un pastore dell'Oasis Christian Center di Staten Island, nel New York. Anch'egli ha definito il filmato inappropriato, affermando che "Rihanna sta danneggiando i valori morali e l'autostima dei giovani, influenzabili adolescenti". Ward ha continuato il suo discorso spiegando i motivi per il quale il video è inappropriato e come non è conforme alla morale cristiana: "Il vero problema è che sposta la morale più sull'osceno, che fa sembrare normale essere una persona di facili costumi, poiché è pieno d'immagini con allusioni esplicite, e ciò è visto come una cosa normale, se non positiva... Se le ragazze e le donne trovassero la loro identità ed autostima nell'approvazione delle persone, farebbero di tutto al fine di diventare popolari ed amate. Quando celebrità come Rihanna, che sono esplosioni di sessualità, vengono messe sotto i riflettori, le ragazze iniziano a pensare che è quello ciò che bisogna fare per essere considerate di valore. Dio ci dice che siamo stati fatti timorosi e splendidi... A sua immagine. Rihanna sta vendendo una menzogna."
John Colonnello, un pastore di Athens, in Alabama, ha commentato negativamente il video, definendo Rihanna un pessimo punto di riferimento per le adolescenti e per le donne nella società, dicendo: "Credo che l'immagine che Rihanna si è costruita nei suoi video musicali non vada bene per ragazzine che traggono ispirazione da lei. Tutto ciò che sta mostrando riguarda il corpo fisico e l'aspetto, sta solo promuovendo dannoso sesso... Il messaggio trasmesso dovrebbe essere riguardare l'interno di una persona, i valori positivi. Questi sarebbero l'onestà, l'affidabilità, la fiducia, la gentilezza, l'amore, la pietà e così via." Il video di We Found Love è il terzo per Rihanna nel 2011 a ricevere critiche negative, dopo S&M, a febbraio, che è stato bannato in undici Paesi per via dei suoi contenuti espliciti, e Man Down, uscito a luglio, che ha attratto attenzione quando il Parents Television Council, un gruppo di pressione che pubblica recensioni e ricerche non scientifiche sui programmi televisivi e sul potenziale effetto dannoso che potrebbero avere per lo sviluppo dei bambini, ha criticato Rihanna per "la fredda, calcolata esecuzione dell'omicidio" mostrata all'inizio del filmato.
Rihanna ha inoltre ricevuto critiche dalla Ulster Cancer Foundation, un'organizzazione contro il fumo che non ha apprezzato le frequenti scene nelle quali i personaggi fumavano. L'associazione ha inoltre criticato le provocanti fotografie promozionali per l'album Talk That Talk, alcune delle quali includevano la cantante ripresa fumare una sigaretta; sulla copertina dell'edizione deluxe è inoltre mostrata esalare del fumo dalla bocca. Doreen Reegan, una portavoce dell'organizzazione, ha commentato: "Tre quarti dei fumatori adulti hanno l'abitudine di fumare sin da adolescenti, ed è questo il motivo per il quale è così irresponsabile da parte di Rihanna influenzare i suoi giovani fan in questo modo... Dopo la notevole pubblicità che ha ricevuto il video prima di essere pubblicato, è stata una vera e propria delusione vedere Rihanna fumare così apertamente in molte scene... Artisti come Rihanna hanno la stima di molti e sono punti di riferimento per milioni di giovani." Il 23 novembre 2011 è stato deciso che il video di We Found Love non sarebbe potuto essere mandato in onda prima delle ore 22 come risultato della sua natura violenta e volgare.

### Confronti

#### Con Chris Brown
Dopo la pubblicazione del video, molti critici hanno notato la strana somiglianza fra l'ex fidanzato di Rihanna Chris Brown e l'attore che compare nel video, Dudley O'Shaughnessy, nonché i riferimenti nel video all'atto di violenza commesso da Brown su Rihanna nella sera dei Grammy Award del 2009. Chris Doplan di Consequence ha affermato che O'Shaughnessy è molto somigliante a Brown per quanto riguarda l'aspetto fisico. Amanda Dobbins della rivista New York ha concordato con Doplan, sottolineando l'affinità fra i due, e aggiungendo che l'irlandese ha i capelli biondi e corti, proprio come Brown li aveva in quel periodo. Erika Ramirez di Billboard ha anch'ella pensato che O'Shaughnessy rappresenti Brown, specialmente nella scena durante la quale la coppia è mostrata all'interno di una macchina, dove O'Shaughnessy guida spericolatamente e Rihanna lo prega di fermarsi.
William Goodman della rivista Spin ha analizzato l'intero video, mettendo in evidenza i riferimenti a Chris Brown. Per prima cosa, come molti altri critici, ha notato l'ovvia somiglianza fra Brown e O'Shaughnessy, scrivendo: «Il video include un sosia di Chris Brown, con tanto di capelli tinti e bicipiti scolpiti». Goodman ha continuato commentando il discorso introduttivo al video della Deyn, che pare essere su Brown: «Il video si apre con un discorso di Agyness Deyn che avverte: "Ti senti quasi in imbarazzo che qualcuno sia così importante, che senza di lui (o lei) ti senta inutile. [...] speri quasi di riavere tutte quelle brutte cose per rivivere quelle belle"». In conclusione, Goodman ha aggiunto un commento riguardo alla scena del litigio in macchina, che ricorda quello avvenuto ai Grammy: «In una scena, durante un acceso litigio fra la coppia in un'automobile, il sosia di Brown dà alla bella barbadoregna una sberla sulla faccia. Convinti ora?»

#### ConCriminaldi Britney Spears
Il video è stato inoltre comparato a quello di Criminal di Britney Spears, uscito due giorni prima di quello di We Found Love, il 17 ottobre 2011. Fra le somiglianze, le critiche hanno evidenziato il fatto che entrambi i video sono stati girati nel Regno Unito, dove sono stati oggetto di controversie; entrambe contengono scene di sesso, violenza e criminalità; entrambe includono la figura del ragazzaccio e parlano della vita privata delle due cantanti. Katherine St Asaph di PopDust ha notato che, nonostante molti artisti pop pubblichino video che traggono ispirazione dalle loro vite private, non mettono lo spettatore in imbarazzo. Non si può tuttavia dire lo stesso per Britney e Rihanna, e non importa se queste hanno voltato pagina nei confronti delle loro situazioni passate. La St Asaph ha inoltre fatto notare che né Britney, né Rihanna hanno mai parlato molto delle loro vite private nelle loro interviste; ha tuttavia aggiunto che non ce n'è bisogno, visto che, secondo il suo punto di vista, i loro video sono molto più efficaci delle loro interviste per capire le loro situazioni. Anche Rae Alexandra di SF Weekly ha fatto paragoni fra Criminal e We Found Love, asserendo che entrambi i video contengono «un sentimento antibritannico». Ha infatti scritto che in Criminal i "cattivi" (il suo fidanzato e i poliziotti) sono tutti britannici, mentre colui che la salva, il "criminale", è americano. Alexandra ha poi sottolineato che Britney e Rihanna hanno girato due dei loro video più controversi in un Paese con un minore tasso di criminalità rispetto agli Stati Uniti. Secondo Alexandra, infatti, i video contengono una rappresentazione xenofobica dei britannici, visti come nemici dalla cultura di massa statunitense.

### Crediti
- Agyness Deyn – narratrice
- Calvin Harris – cameo
- Dudley O'Shaughnessy – attore
- Rihanna – attrice
- Melina Matsoukas – regista

## Esibizioni e cover

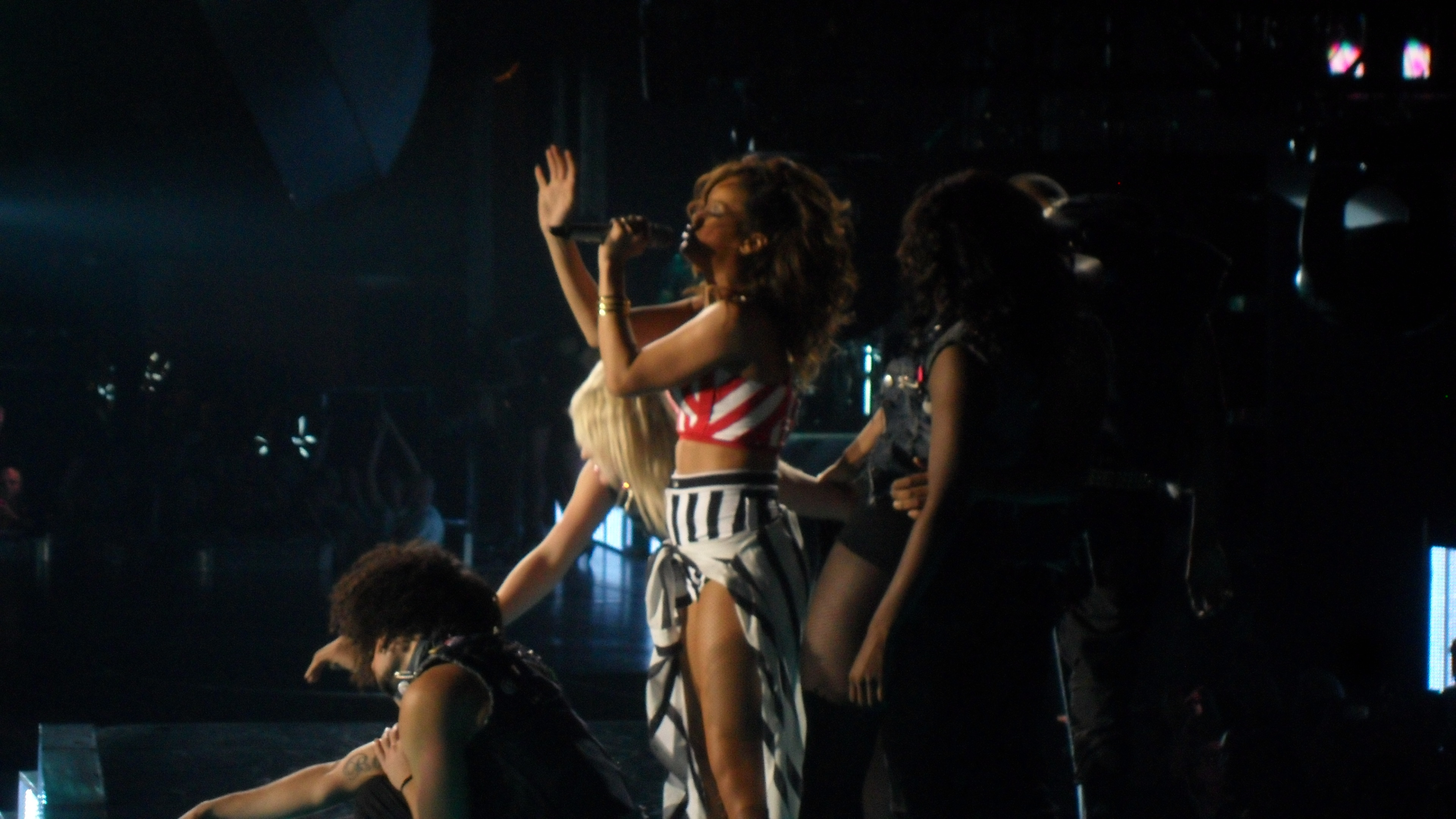
Rihanna canta We Found Love in una tappa del suo The Loud Tour a Birmingham

We Found Love è stata cantata live per la prima volta il 14 novembre 2011 durante una tappa londinese del The Loud Tour di Rihanna, in supporto del suo quinto album Loud. We Found Love è stata aggiunta alla fine della scaletta dei suoi concerti, dopo l'esibizione di X Factor. Il 17 novembre 2011 Rihanna ha cantato live il singolo al talent show The X Factor negli Stati Uniti.
Il gruppo musicale britannico Coldplay ha cantato una cover del brano il 27 ottobre 2011 durante una loro performance nel programma Live Lounge della radio BBC Radio 1. Jocelyn Vena di MTV News ha definito l'esibizione «perfetta», scrivendo le seguenti parole: «L'ammaliante voce del frontman Chris Martin e l'interpretazione acustica della band, che ha fatto uso di batteria, piano e chitarra, esaltano la tristezza nel brano». Jason Lipshutz di Billboard ha sottolineato l'utilizzo della band con «un agitato piano, una grancassa e una semplice chitarra si uniscono per comunicare la parte romantica della canzone», venendo così a creare una ballata «reminiscente dell'emotiva reinterpretazione di Bruno Mars della hit di Katy Perry California Gurls». Matthew Perpetua di Rolling Stone ha scritto: «È sorprendente il fatto che la loro reinterpretazione sia fatta bene. Mentre la versione di Rihanna è un martellante inno da rave, Chris Martin e i suoi compagni la trasformano in una graziosa ballata da piano quasi indistinguibile dalle loro altre canzoni». Un critico dell'Hollywood Reporter ha affermato: «La voce di Crhis Martin si fonde con il piano rendendo leggermente più dolce la tragica storia d'amore». La concorrente Diana Hatea di X Factor rumeno ha cantato We Found Love nella puntata del 10 dicembre 2011. Nonostante in quel periodo fosse affetta da laringite, la concorrente è stata in grado di eseguire un'esibizione tale da essere definita da tutti e tre i giudici «la canzone perfetta per lei». Il brano è stato reinterpretato dal cast della serie televisiva Glee nell'episodio della terza stagione, intitolato Sì/No, per accompagnare la richiesta di matrimonio del professor Will Schuester all'amata Emma Pillsbury.

## Tracce
Download digitale
1. We Found Love – 3:35

CD singolo
1. We Found Love – 3:36
2. We Found Love – 5:45 – Versione estesa

Remix
1. We Found Love (Chuckie Extended Remix) – 5:57
2. We Found Love (Chuckie Dub) – 5:56
3. We Found Love (Cahill Edit) – 3:36
4. We Found Love (Cahill Club) – 6:29
5. We Found Love (Cahill Dub) – 5:58
6. We Found Love (R3hab's XS Remix Edit) – 3:40
7. We Found Love (R3hab's XS Extended Remix) – 5:26
8. We Found Love (R3hab's XS Dub) – 5:26

## Crediti
- Calvin Harris – compositore, produttore, strumenti, registrazione e mixing
- Marcos Tovar – registrazione vocale
- Alejandro Barajs – assistente tecnico registrazione
- Phil Tan – mixing
- Damien Lewis – assistente mixing

## Classifiche

### Classifiche settimanali
| Classifica (2011-24) | Posizione massima |
| -------------------- | ----------------- |
| Australia            | 2                 |
| Austria              | 2                 |
| Belgio (Fiandre)     | 3                 |
| Belgio (Vallonia)    | 2                 |
| Canada               | 1                 |
| Danimarca            | 1                 |
| Europa               | 1                 |
| Finlandia            | 1                 |
| Francia              | 1                 |
| Germania             | 1                 |
| Giappone             | 6                 |
| Irlanda              | 1                 |
| Italia               | 3                 |
| Lituania             | 79                |
| Lussemburgo          | 1                 |
| Norvegia             | 1                 |
| Nuova Zelanda        | 1                 |
| Paesi Bassi          | 3                 |
| Panama               | 76                |
| Polonia              | 1                 |
| Portogallo           | 121               |
| Regno Unito          | 1                 |
| Repubblica Ceca      | 2                 |
| Russia               | 2                 |
| Slovacchia           | 1                 |
| Spagna               | 2                 |
| Stati Uniti          | 1                 |
| Svezia               | 1                 |
| Svizzera             | 1                 |
| Ungheria             | 1                 |

### Classifiche di fine anno
| Classifica (2011) | Posizione |
| ----------------- | --------- |
| Australia         | 12        |
| Austria           | 30        |
| Belgio (Fiandre)  | 24        |
| Belgio (Vallonia) | 39        |
| Canada            | 43        |
| Danimarca         | 8         |
| Germania          | 30        |
| Giappone          | 95        |
| Grecia            | 96        |
| Irlanda           | 3         |
| Italia            | 20        |
| Nuova Zelanda     | 5         |
| Paesi Bassi       | 18        |
| Regno Unito       | 5         |
| Romania           | 80        |
| Spagna            | 25        |
| Stati Uniti       | 69        |
| Svezia            | 10        |
| Svizzera          | 13        |
| Ungheria          | 87        |
| Classifica (2012) | Posizione |
| Australia         | 89        |
| Belgio (Fiandre)  | 46        |
| Belgio (Vallonia) | 42        |
| Canada            | 6         |
| Francia           | 59        |
| Giappone          | 32        |
| Nuova Zelanda     | 35        |
| Paesi Bassi       | 84        |
| Polonia           | 3         |
| Regno Unito       | 56        |
| Spagna            | 19        |
| Stati Uniti       | 8         |
| Svezia            | 26        |
| Svizzera          | 47        |

### Classifiche di fine decennio
| Classifica (2010-19) | Posizione |
| -------------------- | --------- |
| Stati Uniti          | 6         |

### Classifiche di fine secolo
| Classifica (2000-2024) | Posizione |
| ---------------------- | --------- |
| Stati Uniti            | 14        |

### Classifiche di tutti i tempi
| Classifica (1958-2021) | Posizione |
| ---------------------- | --------- |
| Stati Uniti            | 29        |

## Pubblicazione
| Paese         | Data              | Formato           | Etichetta |
| ------------- | ----------------- | ----------------- | --------- |
| Australia     | 22 settembre 2011 | Download digitale | Def Jam   |
| Belgio        | 22 settembre 2011 | Download digitale | Universal |
| Canada        | 22 settembre 2011 | Download digitale | Universal |
| Danimarca     | 22 settembre 2011 | Download digitale | Universal |
| Francia       | 22 settembre 2011 | Download digitale | Universal |
| Italia        | 22 settembre 2011 | Download digitale | Universal |
| Messico       | 22 settembre 2011 | Download digitale | Universal |
| Norvegia      | 22 settembre 2011 | Download digitale | Universal |
| Nuova Zelanda | 22 settembre 2011 | Download digitale | Universal |
| Paesi Bassi   | 22 settembre 2011 | Download digitale | Universal |
| Spagna        | 22 settembre 2011 | Download digitale | Universal |
| Stati Uniti   | 22 settembre 2011 | Download digitale | Universal |
| Svezia        | 22 settembre 2011 | Download digitale | Universal |
| Svizzera      | 22 settembre 2011 | Download digitale | Universal |
| Brasile       | 23 settembre 2011 | Download digitale | Universal |
| Irlanda       | 5 ottobre 2011    | Download digitale | Universal |
| Regno Unito   | 5 ottobre 2011    | Download digitale | Mercury   |
| Germania      | 21 ottobre 2011   | CD singolo        | Universal |